# Историята, която трябваше да се случи
„Историята, която трябваше да се случи“ е български 3-сериен телевизионен игрален видеофилм (детски,  приключенски) от 1989 година по сценарий и режисура на Димитър Шарков. Филмът е драматизация по митиви от книгата на Стоян Заимов „Миналото“ .

## Сюжет
В основата на видеофилма лежи заговорът за освобождаването на Васил Левски. За главния герой освобождението на Апостола не е само мечта, то е духовна потребност. За да я осъществи, той тръгва сам срещу страха, недоверието, мерзостта, предателството... Освобождаването се извършва, но... само в представата на Момчето. Това, което то толкова е искало да се случи, което е трябвало да се случи, си остава в мечтите му.

## Актьорски състав
| Роля       | Изпълнител        |
| ---------- | ----------------- |
|            | Красимир Марянов  |
| поп Христо | Вълчо Камарашев   |
|            | Адриана Андреева  |
|            | Димитър Иванов    |
|            | Стефан Ангелов    |
|            | Силвия Въргова    |
|            | Веселин Вълков    |
|            | Стефан Самсиев    |
|            | Кирил Ангелов     |
|            | Велислав Боранов  |
|            | Димитър Димчев    |
|            | Владимир Диков    |
|            | Гено Мочуков      |
|            | Татяна Цветкова   |
|            | Димитър Милев     |
|            | Светослав Монев   |
|            | Борислав Ненков   |
|            | Емил Кръстев      |
|            | Любомир Велчевски |
|            | Васил Георгиев    |